# Nollund Kirke
Nollund Kirke ligger i den lille landsby Nollund ca. 16 km NV for Billund (Region Syddanmark).

## Eksterne kilder og henvisninger
- Nollund Kirke hos KortTilKirken.dk
- Nollund Kirke i bogværket Danmarks Kirker (udg. af Nationalmuseet)

- Wikimedia Commons har flere filer relateret til Nollund Kirke